# Арий Дидим
Арий Дидим (на старогръцки: Ἄρειος, Areios; на латински: Arius (Areus) Didymus, * ок. 83 пр.н.е., † сл. 9 пр.н.е.) е философ-стоик, от египетската столица Александрия и личен приятел, учител и съветник на римския военачалник Октавиан, по-късният император Август.
Арей, който вероятно е около 20 години по-голям от Октавиан, има два сина, Дионисий и Никанор, които също са учители по философия. Син му Гай Юлий Никанор по-късно по задача от Август дава на Атина отново остров Саламис, койито бил завладян от Сула.